# Schansspringen op de Olympische Winterspelen 1964

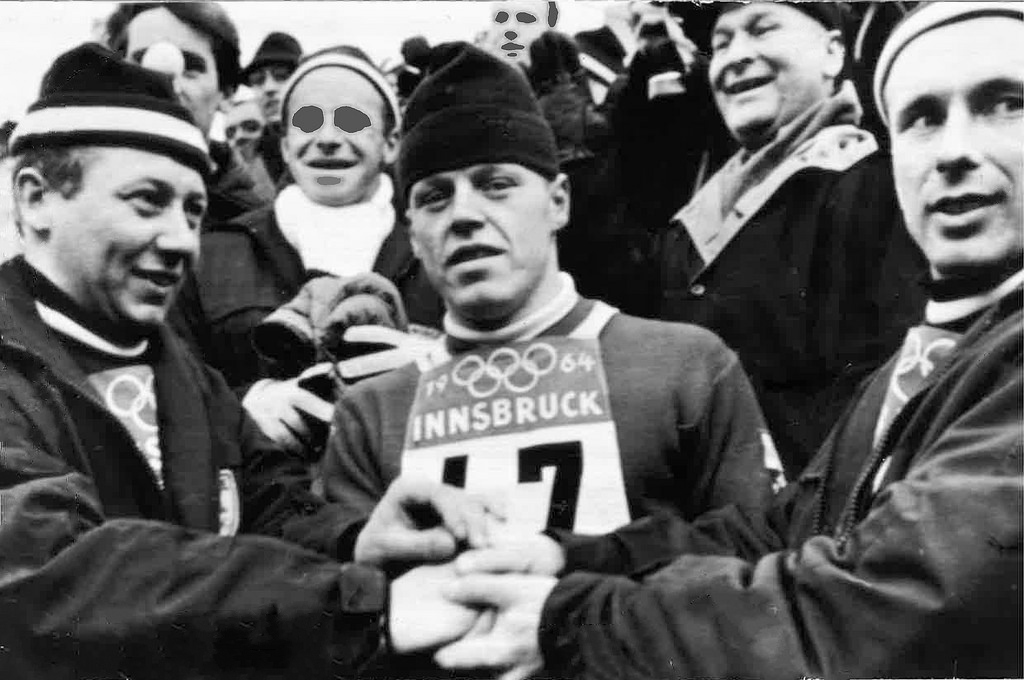
de medaillewinnaars, Torgeir Brandtzæg, Veikko Kankkonen en Toralf Engan

Schansspringen is een van de sporten die beoefend werden tijdens de Olympische Winterspelen 1964 in Innsbruck.
De schansspringers kregen 3 pogingen, hiervan telde het slechtste resultaat niet mee voor het eindresultaat.

## Heren

### Normale schans
| rang   | sporter(s)         | land | sprong 1 (m) | sprong 2 (m) | sprong 3 (m) | totaal (ptn) |
| ------ | ------------------ | ---- | ------------ | ------------ | ------------ | ------------ |
| Goud   | Veikko Kankkonen   | FIN  | 77.0         | 80.0         | 79.0         | 229.9        |
| Zilver | Toralf Engan       | NOR  | 79.0         | 78.5         | 79.0         | 226.3        |
| Brons  | Torgeir Brandtzæg  | NOR  | 73.0         | 79.0         | 78.0         | 222.9        |
| 4      | Josef Matouš       | TCH  | 80.5         | 77.0         | 76.5         | 218.2        |
| 5      | Dieter Neuendorf   | EUA  | 78.5         | 77.0         | 75.0         | 214.7        |
| 6      | Helmut Recknagel   | EUA  | 75.5         | 77.0         | 75.5         | 210.4        |
| 7      | Kurt Elimä         | SWE  | 76.0         | 75.0         | 75.0         | 208.9        |
| 8      | Hans Olav Sørensen | NOR  | 76.0         | 73.5         | 74.5         | 208.6        |

### Grote schans
| rang   | sporter(s)          | land | sprong 1 (m) | sprong 2 (m) | sprong 3 (m) | totaal (ptn) |
| ------ | ------------------- | ---- | ------------ | ------------ | ------------ | ------------ |
| Goud   | Toralf Engan        | NOR  | 93.5         | 90.5         | 73.0         | 230.7        |
| Zilver | Veikko Kankkonen    | FIN  | 95.5         | 90.5         | 88.0         | 228.9        |
| Brons  | Torgeir Brandtzæg   | NOR  | 92.0         | 90.0         | 87.0         | 227.2        |
| 4      | Dieter Bokeloh      | EUA  | 92.0         | 83.0         | 83.5         | 214.6        |
| 5      | Kjell Sjöberg       | SWE  | 90.0         | 82.0         | 85.0         | 214.4        |
| 6      | Aleksandr Ivannikov | URS  | 90.0         | 81.5         | 83.5         | 213.3        |
| 7      | Helmut Recknagel    | EUA  | 89.0         | 86.5         | 78.0         | 212.8        |
| 8      | Dieter Neuendorf    | EUA  | 92.5         | 84.5         | 83.0         | 212.6        |

## Medaillespiegel
| rang | land      | goud | zilver | brons | totaal |
| ---- | --------- | ---- | ------ | ----- | ------ |
| 1    | Noorwegen | 1    | 1      | 2     | 4      |
| 2    | Finland   | 1    | 1      | 0     | 2      |
|      |           | 2    | 2      | 2     | 6      |